# Marcel Rogier
Pour les articles homonymes, voir Rogier.
Cet article possède un paronyme, voir Marcel Rozier.
Marcel Rogier, né le 25 juin 1904 à Alger (Algérie) et mort le 3 février 1977 à Vence (Alpes-Maritimes), est un homme politique français.

## Biographie
Il est le maire de Baba Hassen.
En 1957, il s'oppose à la loi-cadre avec Henri Borgeaud, Marcel Delrieu, Étienne Gay et Laurent Schiaffino.